# جيم نيل
جيم نيل (بالإنجليزية: Jim Neal)‏ مواليد 21 مايو 1930 في كارولاينا الجنوبية - الوفاة 3 أكتوبر 2011، كان لاعب كرة سلة أمريكي. تم اختياره من قبل فريق فيلادلفيا سفنتي سيكسرز خلال الدرافت. حمل الرقم 17. بلغ طوله 6 قدم 11 بوصة (2.1 م). لعب مع فيلادلفيا سفنتي سيكسرز وبالتيمور باليتس.

## روابط خارجية
- جيم نيل على موقع إن بي أي (الإنجليزية)
- جيم نيل على موقع سبورتس رفرنس (الإنجليزية)
- جيم نيل على موقع ريلجم (الإنجليزية)
- جيم نيل على موقع بروبوليرز (الإنجليزية)